# آنگوستی‌دونتوس
آنگوستی‌دونتوس (انگلیسی: Angustidontus) (باریک‌دندان) یک سرده از سخت‌پوستان پلاژیک (دریامیانی) شکارچی از دوره‌های دوونین پسین و کربنیفر اولیه است که به عنوان بخشی از زیررده هونرم‌زرهیان (Eumalacostraca) طبقه‌بندی می‌شود. آنگوستی‌دونتوس به خانواده باریک‌دندانان ( Angustidontidae) و راستهٔ باریک‌دندان‌سانان (Angustidontida) تعلق دارد.
فسیل‌های این سرده به وفور از کانادا، آلمان، جمهوری چک، لهستان، بلاروس، اوکراین و بخش‌های بزرگی از ایالات متحده، از جمله اکلاهما، اوهایو، ایندیانا، کنتاکی، مونتانا، یوتا و نوادا کشف شده‌اند.
نسب‌های اصلی هونرم‌زرهیان در دوره دوونین از یکدیگر جدا شده بودند، اما تاریخچه اولیه تکاملی آنها به دلیل سابقه فسیلی ضعیف نسبتاً ناشناخته باقی مانده است، و این باعث می‌شود فسیل‌های آنگوستی‌دونتوس و سایر هونرم‌زرهیان اولیه برای مطالعه علمی مهم باشند. از نظر تاریخی طبقه‌بندی نامشخصی داشته است، اما مطالعات دیرین‌زیست‌شناسی آنگوستی‌دونتوس به محققان اجازه داده است تا آن را بین راسته‌های Amphionidacea و ده‌پایان قرار دهند.